# Vol de nuit vers la mort : la fin violente de Dag Hammarskjøld
Pour plus de détails, voir Fiche technique et Distribution.
Vol de nuit vers la mort (Dag Hammarskjøld) est un documentaire de la collection « Assassinats politiques » de Michell Noll, réalisé par Hans Rüdiger Minow en 2006, traitant du contexte et des circonstances de la mort du secrétaire Général des Nations unies, Dag Hammarskjöld

## Synopsis
Le 17 septembre 1961, un avion emmenant à son bord le Secrétaire Général des Nations unies, le Suédois Dag Hammarskjöld, décolle pour un vol de nuit au-dessus de l’Afrique. Il part en mission de paix pour participer à des négociations de dernière minute, afin  de trouver une issue à la guerre qui sévit au Congo. Ce conflit porte sur les droits d’exploitation de l’uranium et d’autres ressources naturelles du pays. Dans sa tentative de médiation entre les parties en conflit, le Secrétaire Général de l’ONU avoue dans un télégramme codé à son Administration Centrale avoir des doutes. Il semblait n’y avoir que bien peu d’espoir de parvenir à trouver un compromis entre les intérêts coloniaux des Occidentaux et les aspirations à l’indépendance côté africain. 
Peu après minuit, l’avion est repéré dans sa phase d’atterrissage mais n’atteindra jamais la piste. Le 18 septembre, l’épave du DC6 est retrouvée dans une plantation. Le rapport de l’ONU, publié un an seulement après les faits, révèle plusieurs incohérences, qui viennent renforcer la thèse d’un assassinat.
Le film regroupe des interviews de personnalités qui confirment 50 ans de soupçons : l’avion aurait été abattu délibérément, un complot contre les Nations unies.
La figure de Dag Hammarskjöld est injustement oubliée. Celui que J.F. Kennedy considérait comme « le plus grand homme d’État du XXe siècle » recevra le prix Nobel de la paix à titre posthume l’année de sa mort. Féru de poésie il traduisit en suédois les œuvres de son ami, diplomate comme lui, le poète français Saint-John Perse, qui lui aussi sera nobélisé, en littérature, en 1960.  

## Fiche technique
- Titre : Vol de nuit vers la mort (Dag Hammarskjôld)
- Réalisateur : Hans-Rüdiger Minow
- Production : ICTV Solférino, Quartier Latin Media, Télévision Suisse Romande TSR, WDR (Westdeutschen Rundfunks)
- Langue : français, anglais
- Format : vidéo
- Genre : documentaire politique
- Durée : 52 minutes
- Date de réalisation : 2008